# ZDF spezial

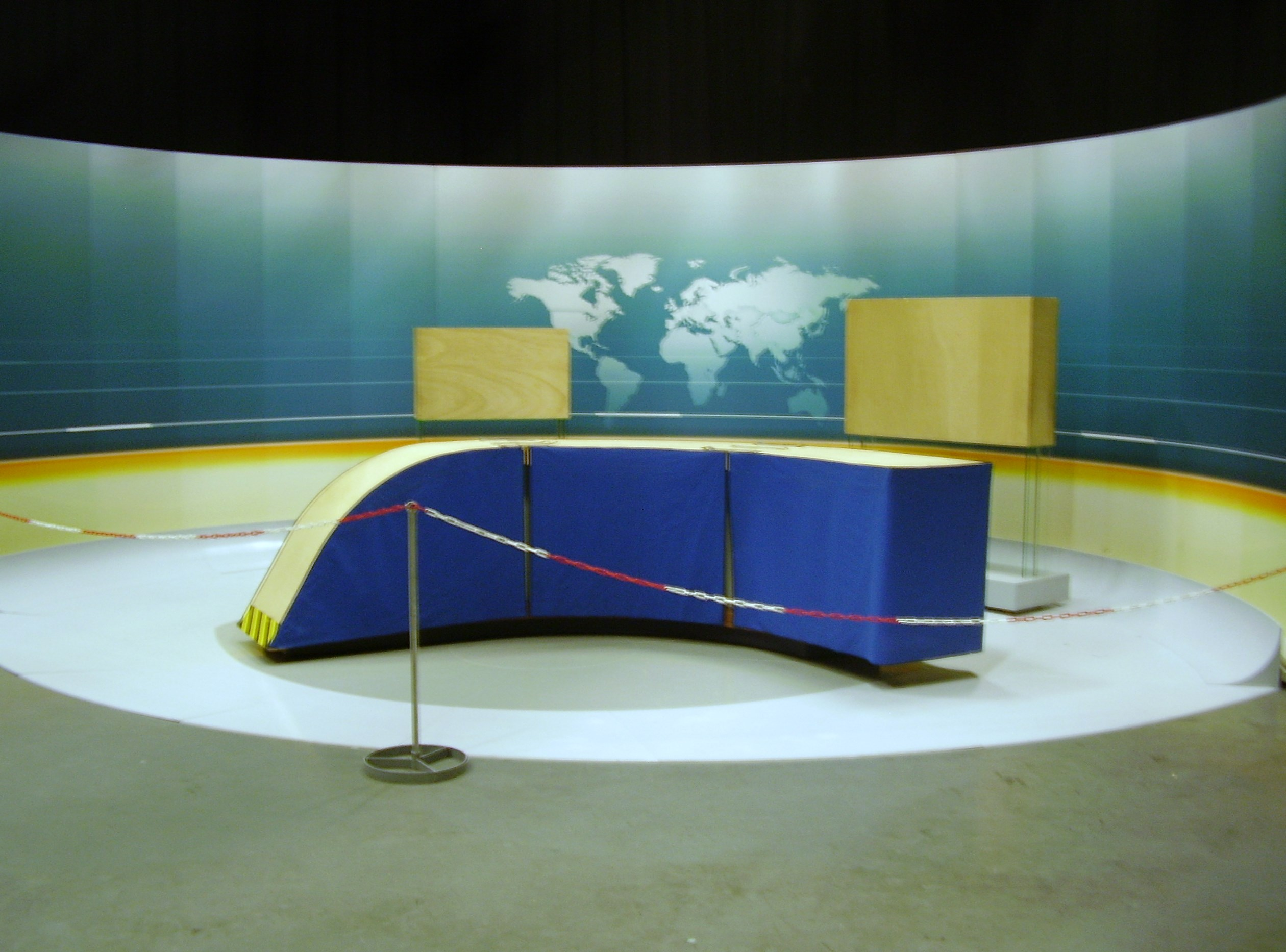
Blick ins ehemalige betriebsbereite Studio, aus dem sonst die Sportstudio-Reportage gesendet wird (2012)

ZDF spezial ist eine ZDF-Nachrichtensendung, die bei wichtigen Ereignissen ausgestrahlt wird und die Berichterstattung der aktuellen Nachrichtensendungen ergänzt. Das Format wurde 1988 von Chefredakteur Klaus Bresser auf der Jahrespressekonferenz als einheitlicher Rahmen für aktuelle Sondersendungen vorgestellt.
Die Ausstrahlung erfolgt je nach Anlass nach der 19-Uhr-Ausgabe der heute-Sendung und hat meist eine Dauer von 15 Minuten.
Bei außergewöhnlichen Geschehnissen, wie den Terroranschlägen am 11. September 2001 in den USA, kann diese Sendung auch tagsüber bis über mehrere Stunden andauern. Dies war auch der Anlass, dass die entsprechenden Kulissen für das ZDF spezial immer in einem betriebsbereiten Studio (wo sonst hallo deutschland oder auch WISO und das aktuelle sportstudio gedreht werden) stehen, um noch schneller auf Sendung gehen zu können. Vor allem bei politischen Ereignissen wird das ZDF spezial auch aus dem ZDF-Hauptstadtstudio gesendet oder bei Großereignissen als direkte Berichterstattung vor Ort. Bei länger anhaltenden Ereignissen wie dem Hochwasser in Mitteleuropa 2013 oder der COVID-19-Pandemie gab es zuweilen täglich ein ZDF spezial.
ZDF spezial bietet neben den normalen Beiträgen auch genügend Hintergrundinformationen sowie Interviews mit Experten, Schaltungen zu Korrespondenten vor Ort und Liveübertragungen mit Kommentar. Die Moderatoren sind meist abwechselnd im Einsatz und arbeiten mit modernen technischen Möglichkeiten für schnelle und zuverlässige Informationen.

## Studio
Das Studio des ZDF spezial ist seit dem 11. September 2001 immer betriebsbereit, um schnell und lange berichten zu können. Das Set befindet sich im Sendezentrum direkt neben dem Set von hallo deutschland und dem aktuellen Sportstudio.
Von 1988 bis 1998 war das Design des Sets anders als das der heute-Sendungen. Dies wurde ab 1998 geändert, so wurde das Design der heute-Sendung angepasst, das Intro war aber noch anders. 2001 und 2009 wurde das Design weiter der heute-Sendung angepasst, bis man im Jahr 2013 ein neues Design einführte. Dieses Design war aber nicht mehr der heute-Sendung ähnlich. Zum Jahr 2024 erhielt das ZDF spezial ein neues Studio inklusive Vorspann.

## Moderatoren
Die folgenden Personen moderieren bzw. moderierten die Sendung.
Aktuell
- Ralph Szepanski (seit 2001)
- Bettina Schausten (seit 2002)
- Andreas Klinner (seit 2004)
- Antje Pieper (1999–2002, seit 2014)
- Sarah Tacke (seit 2014)
- Marcus Niehaves (seit 2016)
- Jürgen Erbacher (seit 2018; Leitung Redaktion Religion und Leben)
- Shakuntala Banerjee (seit 2019)
- Christina von Ungern-Sternberg (seit 2022)

Ehemalig
- Wolfgang Herles (1987–1991)
- Klaus-Peter Siegloch (1988–1991)
- Peter van Loyen (1988–1992)
- Gustav Trampe (1988–1997)
- Klaus Bresser (1988–2000)
- Michael Jungblut (1988–2002)
- Ulrich Kienzle (1990–1993)
- Wolf von Lojewski (1992–1999)
- Dieter Kürten (1993)
- Thomas Bellut (1997–2002)
- Stefan Raue (1997–2008)
- Marco Schreyl (2000–2002)
- Ralph Schumacher (2000–2002)
- Thomas Kausch (2001–2003)
- Maybrit Illner (2003)
- Johannes B. Kerner (2003)
- Marina Ruperti (2003)
- Andreas Korn (2003)
- Peter Hahne (1999–2005)
- Ruprecht Eser (1985–1991, 2005)
- Gerd Helbig (2005)
- Werner Kaltefleiter (2005)
- Normen Odenthal (2005)
- Karsten Schwanke (2007)
- Eberhard Piltz (2007)
- Ingo Nommsen (2007)
- Volker Angres (1992, 2007)
- Claus Kleber (2003–2008)
- Valerie Haller (2004–2008)
- Bernhard Töpper (1988–2009)
- Dietmar Ossenberg (2001–2009)
- Guido Knopp (2009)
- Karen Webb (2009)
- Rudi Cerne (2010)
- Michael Steinbrecher (2010)
- Steffen Seibert (2001–2010)
- Ulrich Haagen (2010–2012)
- Katrin Müller-Hohenstein (2012)
- Michael Opoczynski (2008–2014)
- Mitri Sirin (2015)
- Wolf-Dieter Poschmann (1995–2016)
- Martin Leutke (2009–2016)
- Jana Pareigis (2017)
- Michaela Pilters (1988–2018)
- Thomas Walde (2005, 2010–2019)
- Daniel Bröckerhoff (2020)
- Norbert Lehmann (2002–2021)
- Hanna Zimmermann (2020–2021)
- Carsten Rüger (2022)
- Daniel Pontzen (2022)
- Peter Frey (1998–2022)
- Theo Koll (2009–2014, 2019–2022)
- Britta Jäger (2022)
- Claudia Bates (2023)
- Linda Kierstan (2023)
- Matthias Fornoff (2014–2024)
- Dunja Hayali (2021, 2025)
- Andreas Wunn (2021, 2025)
- Elmar Theveßen (2007–2019, 2025)

## Heute im Parlament
Im Rahmen des ZDF spezial werden unter dem Titel Heute im Parlament Bundestagsdebatten übertragen. Diese Berichterstattung wird aus dem ZDF-Hauptstadtstudio gesendet. Verantwortlich für diese Sondersendungen zeichnet die Redaktion des ZDF-Politmagazins Berlin direkt, das üblicherweise am Sonntagabend nach der 19-Uhr-Hauptausgabe der heute-Nachrichten gesendet wird.
Moderatoren
- Peter Hahne (1999–2010)
- Peter Frey (2001–2010)
- Bettina Schausten (2010–2019)
- Thomas Walde (2010–2019)
- Frank Buchwald (2011–2013)
- Ines Trams (2013–2016, seit 2022)
- Patricia Wiedemeyer (seit 2016)
- Shakuntala Banerjee (2021)

## ZDF Wahl
Im Rahmen des ZDF spezial werden auch die Wahlen präsentiert. Das ZDF Wahlteam arbeitet mit den Wahlforschern der Forschungsgruppe Wahlen zusammen.
Moderatoren
- Thomas Bellut (1997–2002)
- Steffen Seibert (1999–2008)
- Christian Sievers (2008–2009; 2012, 2016, 2020: Präsentation der Zahlen zur US-Wahl; 2024: Präsentation der Zahlen zur Europawahl)
- Theo Koll (2010–2014)
- Matthias Fornoff (2014–2023)
- Bettina Schausten (2003–2024)
- Stefan Leifert (seit 2024)
- Shakuntala Banerjee (seit 2024)

## Auszeichnungen
- 2006 – Deutscher Fernsehpreis Beste Informationssendung für den Beitrag Krieg ohne Ende